# Paafang
Le paafang (ou pááfang) est une langue micronésienne parlée dans les îles Hall (Nomwin, Fananu, Murilo et Ruo), au nord de l’État de Chuuk (dans les îles Carolines). Il est en convergence vers le troukais et est parlé par 1 320 locuteurs (recensement de 1989).